# 国家海洋局
国家海洋局（こっかかいようきょく、英語：State Oceanic Administration）は、かつて中華人民共和国の国家行政機関の一つであり、国土資源部が管理する国家局であった。2018年、自然資源部に統合され廃止となった。

## 沿革

### 海洋局創設前の沿岸・海洋管理組織
1956年、国務院に科学規劃委員会（現在の科学技術部）が新設され、沿岸・海洋管理を担当する部所として同委員会の内部部局に海洋組（海洋グループ）が組織された。海洋組は、物理・深海遠洋・水文気象・化学・生物・地質地形・観測機器の7個の専門小組（専門小グループ）から構成されていた。
1958年、科学規劃委員会は国家技術委員会と合併し、科学技術委員会となったが、海洋組は引き続きその内部部局として継承・存続した。同年からは渤海・黄海・東シナ海で、翌年には南シナ海で海洋調査が開始された。しかし、この当時の海洋組は自前の調査船を保有しておらず、海洋調査の実務に当ったのは人民解放軍海軍であった。また海洋調査も不定期で、装備の質・量とも不足していて、継続的なモニタリングには程遠いものであった。
海洋組以外に海洋調査を実施する機関として、1959年に山東大学、厦門大学、復旦大学の三大学の海洋系研究機関を統合して山東海洋学院（現在の中国海洋大学青島校）が設立される。
これ以外にも、同年に中国科学院の傘下に海洋研究所（青島）と南海研究所（広州）が設置されたほか、列国の水路部に相当する人民解放軍海軍司令部航海保障部の海洋研究所（海軍第4研究所）が設立された。

### 機構創設
1964年7月22日、沿岸・海洋管理を担当する沿岸・海洋管理機構として国務院直属の国家海洋局が設立される。機構序列は副部長級である。この時、前述の海軍の海洋研究所と海洋調査大隊、科学技術委員会の海洋組弁公室が国家海洋局に移設された。
1965年、北海分局（青島）、東海分局（寧波、のちに上海）、南海分局（広州）の3分局が設立された。
この時期、自前の海洋調査船を駆使して、自国沿海の海図作成のための海洋測量や、地球物理学的な海洋科学調査が精力的に実施された。また沿岸部に海洋站（観測ステーション）を建設し、潮汐、波高、気象を観測して、潮汐予報、波浪予報、気象予報などの海洋情報の提供を始めた。
60年代後期から70年代前期の文化大革命期は、その影響はほとんど受けず、むしろ新造観測船や海軍からの転籍船などが配備されるなど組織は拡大された。この時期、国家海洋局所属の海洋観測船がICBM試射着弾点の南太平洋海域の事前海洋調査を実施するなど、軍事部門との連携も盛んに実施された。
1983年3月1日、「海洋環境保護法」が施行され、海洋環境の調査・モニタリングと科学研究、海洋石油開発や海洋投棄に伴う汚染物質排出の有無を監視し取り締まる環境管理が、国家海洋局の新たな職責として加えられた。同日、国家海洋局の海洋パトロール船「中国海監」が、青島・上海・広州の各基地から出航し任務に就いた。

### 国連海洋法条約批准と任務の拡大
1996年に中国は「国連海洋法条約」を批准した。これに伴い中国は自国の排他的経済水域を設定し、その海域の水産物や鉱物資源の主権的権利を主張し始めた。
1998年3月、独立性の高い国務院直属機構から国土資源部の管理する国家局となった。機構序列は副部長級のままである。同年、国家海洋局内に「中国海監総隊」が正式に発足し、国家海洋局の職責に「海洋権益の維護（維持と擁護）」が、加わった。
2002年1月1日、「海域使用管理法」が施行され、中国の主張する海域（内水、領海）は国家が所有し、海域使用希望者に海域使用権を与え使用料を徴収することとなった。この海域使用権は金銭で売買が可能で入札を行ったり抵当に入れて金融機関から融資をうけることもでき、日本の漁業権よりも遥かに流動性の高いものとなっている。
2008年、国家海洋局の職責の1つである「海洋権益の維護（維持と擁護）」を実施するにあたり「海監総隊」が具体的に採る行動として「定期的な維権巡航と執法の実施」が明記された。維権巡航とは、中国の主張する管轄海域（領海、排他的経済水域、大陸棚）で行うデモンストレーションを兼ねたパトロールのことである。
2010年3月1日、「海島保護法」が施行され、領海基点・国防重要地点・海洋自然保護区のような重要な島嶼は保護し、無人島は国家の所有とした。国家海洋局は無人島の使用希望者に島の使用権を与え使用料を徴収し、無人島の使用の監督と管理を実施することとなった。
2013年3月、第12期全国人民代表大会第1回会議に提出・採択された「国務院機構改革と職能転換案」に基づき、国家海洋局の中国海監、公安部の辺防海警、農業部の中国漁政、海関総署の海上緝私警察の、それぞれの船隊とその職責は、国家海洋局内に新たに設立された中国海警局に整理統合された。中国海警局は公安部の指導を受け、海上の維権執法（海洋権益を維持し法を執行する）を展開することとなった。

### 廃止
2018年3月の国務院改革により、国土資源部・国家測量地理情報局と統合され、自然資源部を新設。これに伴い、国家海洋局を廃止した。

## 主要任務
1. 海洋関係法規・計画の起草
2. 管轄海域における海洋権益維持のための法執行
3. 海域使用管理
4. 海島保護
5. 海洋生態環境保護
6. 海洋観測・予報及び災害警報
7. 海洋関係の技術革新
8. 海洋経済活動の監視
9. 海洋に係る国際交流・協力
10. 国家海洋委員会の業務

## 組織

### 本局
- 弁公室
- 戦略計画及び経済司
- 政策法制及び島嶼権益司
- 海警司（海警司令部、中国海警指揮センター）
- 生態環境保護司
- 海域総合管理司
- 予報減災司
- 科学技術司
- 国際協力司（香港・澳門・台湾弁公室）
- 人事司（海警政治部）
- 財務装備司（海警後方勤務装備部）
- 国家海洋局党委員会
- 規律委員会・監察局
- 離退休幹部局

定員372名

### 局属単位
- 国家海洋局極地考察弁公室
- 中国大洋鉱産資源研究開発協会弁公室
- 国家海洋局学会弁公室
- 国家海洋局北海分局
- 国家海洋局東海分局
- 国家海洋局南海分局
- 国家情報センター
- 国家海洋環境観測センター
- 国家海洋環境予報センター
- 国家衛星海洋応用センター
- 国家海洋技術センター
- 国家海洋標準計量センター
- 中国極地研究センター
- 国家深海基地管理センター
- 国家海洋局第一海洋研究所
- 国家海洋局第二海洋研究所
- 国家海洋局第三海洋研究所
- 国家海洋局天津海水淡水化と総合利用研究所
- 国家海洋局海洋発展戦略研究所
- 国家海洋局海洋問い合わせセンター
- 国家海洋局宣伝教育センター
- 海洋出版社
- 中国海洋報社
- 国家海洋局減災センター
- 国家海洋局機関服務センター

## 役職
- 局長（副部長級）、党組書記兼中国海警局政治委員：王宏
- 副局長、党組副書記兼中国海警局局長、公安部副部長兼党委員会委員（正部長級）：不明
- 副局長、党組構成員：孫書賢、石青峰、林山青

## 歴代局長
| 代 | 氏名   | 任期          | 前職                                      | 後職                                               | 備考 |
| -- | ------ | ------------- | ----------------------------------------- | -------------------------------------------------- | ---- |
| 1  | 斉勇   | 1964年-1968年 |                                           |                                                    |      |
| 2  | 沈振東 | 1977年-1982年 |                                           |                                                    |      |
| 3  | 羅鈺如 | 1982年-1985年 |                                           |                                                    |      |
| 4  | 厳宏漠 | 1985年-1995年 |                                           |                                                    |      |
| 5  | 張登義 | 1995年-2000年 |                                           |                                                    |      |
| 6  | 王曙光 | 2000年-2005年 | 国家海洋局副局長、 国家海洋局党組副書記   | 第11期中国人民政治協商会議人口資源環境委員会副主任 |      |
| 7  | 孫志輝 | 2005年-2011年 | 国家海洋局副局長、 国家海洋局党組メンバー | 退職                                               |      |
| 8  | 劉賜貴 | 2011年-2015年 | 厦門市市長                                | 海南省省長、 海南省党委員会副書記                  |      |
| 9  | 王宏   | 2015年-2018年 | 国家海洋局副局長、 国家海洋局党組メンバー |                                                    |      |